# Luciferion
Luciferion war eine schwedische Death-Metal-Band aus Göteborg.

## Biografie
Die Band wurde Anfang des Jahres 1993 von Michael Nicklasson (Gitarre), Peter Weiner (Schlagzeug) und Wojtek Lisicki (Gitarre und Gesang) gegründet, erst später stieß Martin Furängen (Bass) hinzu. Als Vorbild dienten Metalgrößen der achtziger Jahre wie Morbid Angel, Deicide, Celtic Frost und Andere. 
Mitte 1993 nahmen Luciferion ihre erste Demoaufnahme The Demon of 1994, auf welche 1994 an das französische Plattenlabel Listenable Records gesendet wurde. Ein Vertrag kam umgehend zustande, und die Demo wurde noch im selben Jahr zur Promotion über das Label veröffentlicht. Im Februar des Jahres 1994 begannen im Studio Fredman die Aufnahmen zum ersten Studioalbum Demonication (The Manifest). Kurz nach Abschluss der Aufnahme verließ Schlagzeuger Weiner die Band und wurde durch Hans Nilsson ersetzt. Nach der Veröffentlichung des Debüts folgte eine Reihe von Auftritten in Europa, die Band genoss dabei ein durchweg positives Echo.
Trotz dieses Erfolges verlor die Band ab 1996 zusehends an Motivation, wodurch es zum Stillstand kam. Lediglich einige vereinzelte Samplerbeiträge in Form von gewidmeten Coversongs wurden bis 2002 aufgenommen. Alle Mitglieder begannen sich in diesem Zeitraum bei anderen Bands zu engagieren.
Im Jahr 2000 fanden sich Luciferion noch einmal zusammen, um ein letztes Album aufzunehmen. 2003 erschien The Apostate, das fünf neue Lieder, ein Coverlied und das gesamte Material der Demo The Demon of 1994 enthielt. Kurz nach der Veröffentlichung erklärte Lisicki die Band für aufgelöst.

## Stil
Luciferion spielte typischen Death Metal, welcher in der Anfangszeit (also auch beim letzten Album) stellenweise von einigen Black-Metal-Einflüssen begleitet wurde, diese verloren sich jedoch beim Debütalbum gänzlich. Häufige Geschwindigkeitswechsel sowie ein hohes Maß an Komplexität prägten die Lieder.

## Diskographie
- The Demon of ’94 (Demo; 1994)
- The Manifest (1996)
- The Apostate (2003)